# 連鎖移動反応
連鎖移動反応（れんさいどうはんのう、英: chain transfer）は、ラジカル重合において、成長ポリマー鎖のラジカルが別の分子（溶媒分子）に移動する反応である。

## 連鎖移動剤
連鎖移動反応を起こす試薬を連鎖移動剤 (chain transfer agent) という。連鎖移動剤は成長ポリマー鎖からラジカルを受け取り、ポリマーの伸長を止めるが、ラジカルを受け取った連鎖移動剤はモノマーを攻撃して再び重合を開始させることができる。逆に、再び重合を開始させないような試薬は重合禁止剤または単に禁止剤という。
連鎖移動剤はポリマーの重合度を下げてしまうが、実際にはポリマーの重合度（平均分子量）を調節するのに使われている。連鎖移動剤にはチオールを含むものや四塩化炭素がよく使われる。